# Алексей Дионисиев
Алексей Йорданов Дионисиев (Дино) е български футболист, защитник.
Роден е на 21 април 1973 г. във Видин. Висок е 184 см и тежи 77 кг. Играл е за Бдин, Шумен, Марица, Левски (София), Черно море, Родопа и гръцките Патрайкос, Птолемаида и Тиела. От есента на 2006 г. играе за Вихрен. В А група има 161 мача и 12 гола. Шампион на България през 2000 и 2001 с Левски (Сф), вицешампион през 1999 г. Носител на купата на страната през 2000 г. с Левски (Сф). В евротурнирите има 7 мача (1 за Левски в КЕШ, 4 за Левски и 2 за Шумен в турнира за купата на УЕФА), за Интертото има 4 мача и 1 гол за Марек. За националния отбор на България е изиграл 1 мач. През 2001 г. взе узбекистански паспорт и стана национал на Узбекистан, за който има 5 мача и 1 гол.

## Статистика по сезони
- Бдин – 1992/93 – Б група, 6 мача/0 гола
- Бдин – 1993/ес. - Б група, 12/1
- Шумен – 1994/пр. - А група, 14/1
- Шумен – 1994/95 – А група, 26/3
- Шумен – 1995/96 – А група, 29/2
- Шумен – 1996/ес. - Б група, 15/2
- Бдин – 1997/пр. - В група, 14/3
- Марица – 1997/98 – Б група, 24/3
- Марица – 1998/ес. - Б група, 11/0
- Левски (Сф) – 1999/пр. - А група, 12/1
- Левски (Сф) – 1999/00 – А група, 13/2
- Левски (Сф) – 2000/01 – А група, 9/0
- Черно море – 2001/02 – А група, 30/2
- Черно море – 2002/03 – А група, 7/0
- Родопа – 2003/04 – А група, 17/0
- Патрайкос – 2004/05 – B'Етники Категория, 25/4
- Птолемаида – 2005/06 – C'Етники Категория, 19/2
- Тиела – 2006/пр. - C'Етники Категория, 8/1
- Вихрен – 2006/07 – А група